# Valle Fiorita
Valle Fiorita o Pianoro delle forme è una valle del Parco nazionale d'Abruzzo, Lazio e Molise, situata nel comune di Pizzone a cavallo del confine con Alfedena, a un'altezza di 1400 m s.l.m.

## Luoghi d'interesse artistico

### Comprensorio abruzzese
- Torrione ottagonale longobardo di Alfedena
- Reperti archeologici di "Aufidena" conservati nel Museo civico aufidenate di Castel di Sangro
- Palazzo De Amicis di Alfedena
- Chiesa dei Santi Pietro e Paolo (Alfedena)
- Lago di Barrea

## Altri luoghi d'interesse artistico
- Lago di Castel San Vincenzo
- Chiesa di San Vincenzo a Villa Ruzzi
- Case pagliare di Filignano
- Chiesa di San Pasquale Baylon
- Chiesa di San Nicola di Pizzone
- Borgo medievale di Pizzone
- Castello medievale di Scapoli

## Luoghi d'interesse naturalistico
Si raggiunge a partire dai due comuni, tramite la strada provinciale di Pizzone o Via del Lago, come viene chiamata dagli alfedenesi. La strada, di alto interesse naturalistico, è interamente delimitata da boschi, con alcuni faggi unici nel loro genere per aver la forma del tronco contorta e molto spessa. Caratteristica anche la chioma molto larga.
Dalla valle è possibile raggiungere il vicino Monte Meta, che a quota 2.242 m è una delle maggiori cime dell'Appennino Abruzzese.
Molta presenza di cervi, facile avvistamento.